# Gaston Geens
Gaston Constant Stefaan Antoon Geens (Kersbeek-Miskom, 10 juni 1931 - Winksele, 5 juni 2002) was een Belgisch politicus voor de CVP en de eerste minister-president van de Vlaamse Regering

## Biografie
Gaston Geens stamt uit het eeuwenoude molenaarsgeslacht Geens. Henricus Rumoldus Geens uit Zaventem (1662-1731) bracht 45 molenaars Geens voort op 20 molens, vooral in het Hageland: Binkom, Geetbets, Dutsel, Winge, Roosbeek, Zaventem, Hoegaarden (2), Houwaart, Nieuwrode (2), Kerkom, Miskom, Linter, Zoutleeuw, Utsenaken, Drieslinter en Betekom. Zeven nakomelingen werden ook schepen, twee werden burgemeester: Petrus Geens (1772-1838) in Binkom en Jozef Geens (1893-1945) in Kortenaken.
Andere leden van de familie Geens die (inter)nationale of Vlaamse bekendheid verwierven zijn: Albert Geens, architect (1874–1936); Joseph Geens, arts (1878–1937); Fons Geens, deken (1872-1954); Jef Geens, burgemeester (1893-1945) en Assunta Geens, muzikante & actrice (°1954-…).
Na zijn middelbare studies aan het Klein Seminarie van Hoogstraten, behaalde Gaston Geens aan de Katholieke Universiteit Leuven een doctoraat rechten en een licentie economie. Daarna volgde hij een specialisatie in monetaire en financiële economie aan de Universiteit van Frankfurt. Na zijn studies werd hij assistent aan de KU Leuven en van 1955 tot 1961 was hij secretaris van het Centrum voor Economische Studiën. Ook was hij tot 1974 docent aan de Koninklijke Militaire School.
Hij manifesteerde mee voor de terugkeer van Leopold III en deed mee met het verzet van de CVP tegen de onderwijspolitiek van Leo Collard onder de linkse regering Achille Van Acker IV (1954-1958). Geens noemde zichzelf een typisch partijproduct van de Schoolstrijd. In 1954 werd hij lid van de CVP-Jongeren.
In 1961 behoorde hij - als eerst onderdirecteur en vervolgens directeur van de studiedienst CEPESS van de CVP - samen met Frank Swaelen en Leo Tindemans tot de think tank van de partij. Hij bleef actief bij CEPESS tot in 1974. In 1972 werd hij lid van het hoofdbestuur van de CVP.
Op 11 oktober 1970 werd hij verkozen tot gemeenteraadslid van Winksele voor de lijst Winksele Toekomst. Na de fusie in 1977 zetelde hij voor de CVP van 1977 tot 1980 en voor korte tijd in 1983 in de gemeenteraad van Herent.
Van 1974 tot 1995 zetelde Geens in de Belgische Senaat: van 1974 tot 1981 als gecoöpteerd senator en van 1981 tot als rechtstreeks gekozen senator voor het arrondissement Leuven. In de periode april 1974-oktober 1980 zetelde hij als gevolg van het toen bestaande dubbelmandaat ook in de Cultuurraad voor de Nederlandse Cultuurgemeenschap, die op 7 december 1971 werd geïnstalleerd. Vanaf 21 oktober 1980 tot mei 1995 was hij lid van de Vlaamse Raad, de opvolger van de Cultuurraad en de voorloper van het huidige Vlaams Parlement.
In april 1974 werd hij staatssecretaris voor Begroting en Wetenschapsbeleid in de Regering-Tindemans I. Na de herschikking van de regering-Tindemans II in december 1976, die noodzakelijk was na de breuk in het Rassemblement Wallon, behield Geens zijn portefeuille, maar dan als volwaardig minister. Van april 1977 tot mei 1980 was hij vervolgens minister van Financiën in de Regering-Tindemans IV, de Regering-Vanden Boeynants II, de Regering-Martens I en de Regering-Martens II. Tijdens de stakingen die het ABVV en het ACV tegen het Egmontplan voerden, kondigde Leo Tindemans in 1978 vervroegde verkiezingen aan. Geens behaalde daarbij een persoonlijk succes met bijna 25.000 voorkeurstemmen.
In de Regering-Martens III was Geens van mei tot oktober 1980 minister van Begroting en adjunct-minister voor Nationale Opvoeding. In de Regering-Martens IV en in de Regering-M. Eyskens was hij van oktober 1980 tot december 1981 minister van Vlaamse Gemeenschap en adjunct-minister van Nationale Opvoeding. Hierdoor werd hij ook de voorzitter van de eerste echte Vlaamse deelregering in opvolging van zijn partijgenoot Rika De Backer.
Door de vervroegde verkiezingen van 1981 werden de deelregeringen vroeger dan verwacht losgekoppeld van de nationale regering. Eind december 1981 werd Geens aangesteld tot minister-president (toen nog "voorzitter" genoemd) van de eerste autonome Vlaamse Executieve. Hij bleef in functie tot in januari 1992, toen hij opgevolgd werd door Luc Van den Brande.
Geens zal vooral herinnerd worden als de man de nieuwe economische identiteit van Vlaanderen officieel vormgaf via de DIRV-campagne (Derde Industriële Revolutie in Vlaanderen), die als sluitstuk de Flanders Technology beurs had. De eerste Flanders Technology (de "international" kwam er pas later bij) werd georganiseerd van 3 tot 7 mei 1983. Geens hield eraan verschillende actoren bij elkaar te brengen. De Flemish Aerospace Group (FLAG), het IMEC en de GIMV kwamen mee onder zijn impuls tot stand. Ook legde hij in grote mate mee de basis voor een vernieuwd sociaal overleg in Vlaanderen.
Hij lanceerde de uitspraken: Wij zullen moeten bewijzen dat wij wat we zelf doen, beter doen (meestal verkeerd geciteerd als wat we zelf doen, doen we beter) en het België met de twee snelheden (dit laatste tot grote consternatie van de andere gewesten).
In 1995 verliet hij de actieve politiek. De CVP bood hem nog de lijstduwersplaats op de Senaatslijst aan, maar Geens weigerde dit.
In 1998 werd hij benoemd tot minister van Staat. Gaston Geens overleed in 2002 op zeventigjarige leeftijd thuis aan een hartstilstand.
Op 30 mei 2009 werd in Aarschot door premier Herman Van Rompuy een standbeeld van de politicus onthuld. Het werk is van de hand van Jan Rosseels en staat opgesteld in het centrum van de stad. Daarnaast werd ook de nieuwe laan in Heverlee aan het IMEC, en dit op initiatief van burgemeester Louis Tobback, naar de eerste Vlaamse minister-president vernoemd.